# Portréty českých hvězd - Jiří Suchý
Portréty českých hvězd – Jiří Suchý (2004) je výběrové album, na kterém Jiří Suchý zpívá své písně (autor melodie Jiří Šlitr), ale i několik písní Osvobozeného divadla. Albu chybí větší booklet, ve kterém by bylo popsáno, kdy a kde nahrávky vznikly, obsahuje pouze dvě fotografie a seznam písní.
Vydavatelem CD je Areca Multimedia.

## Seznam písní
1. „Balada o džbánu“
2. „Balada z mlází“
3. „Dítě školou povinné“
4. „Divotvorný hrnec“
5. „Ezop a brabenec“
6. „Honky tonky blues“
7. „Klokočí“
8. „Kočka na okně“
9. „Léta dozrávání“
10. „Na shledanou“
11. „Nic nenechej náhodě“
12. „Pohlednice“
13. „Pramínek vlasů“
14. „Slečna v sedmé řadě“
15. „Tulipán“
16. „Ukrejvám rozpaky“
17. „Život je zápletka“